# Carepalxis lichensis
Carepalxis lichensis är en spindelart som beskrevs av William Joseph Rainbow 1916. Carepalxis lichensis ingår i släktet Carepalxis och familjen hjulspindlar.
Artens utbredningsområde är Queensland. Inga underarter finns listade.